# コロンビア革命軍
コロンビア革命軍（コロンビアかくめいぐん、スペイン語: Fuerzas Armadas Revolucionarias de Colombia、略称・通称：FARC=ファルク）は、コロンビアの政党である。嘗ては中南米最大の反体制武装勢力であり、コロンビア国内のみならず、ベネズエラ、パナマ、ペルー、ブラジル、エクアドルなど周辺諸国でも活動していた。農民主体のゲリラであるにもかかわらず、幹部にはインテリ層も含まれ、組織のホームページを運用（現在は閉鎖中）して宣伝や情報収集活動も行っていた。2016年11月24日、コロンビア政府と戦闘終結で合意して武装解除し、2017年以降はFARCという略称はそのままで合法政党に移行し、2021年に「Comunes」へ改称した（後述）。

## 沿革
1819年にスペインから独立して以降、コロンビアでは自由党と保守党による二大政党制による議会政治が行われてきた。自由党は零細農家や新興財閥、都市労働者などを支持基盤とし、保守党はカトリック教会や地主などの支配層を支持基盤としていたが、基本的に両党とも寡頭制の維持という点では共通していた。コロンビアはラテンアメリカでは珍しくクーデターや独裁政権をほとんど経験せず、「西半球で最も古い民主主義国家」と評される反面、二大政党以外の政治勢力による政治参加が阻害されてきた。
1899年にはコーヒー価格の暴落により千日戦争と呼ばれる内戦が発生。死者は全土で10万人にも達したとされる。1948年には自由党のカリスマ的政治家ホルヘ・エリエセル・ガイタンが暗殺されボゴタ暴動が起きると、1950年代後半まで続いた内戦で10万人とも20万人とも言われる犠牲者が出た。これらの内戦は自由・保守両党の伝統的な政党対立を背景としたものであったが、両党が内戦を終わらせるため政権のたらい回しである「国民戦線」協定を結ぶと、寡頭体制から排除された農民や貧困層は不満を募らせ反政府武装闘争を展開した。
1959年にキューバ革命が起きると、コロンビアでもその影響を強く受けた組織が次々と旗揚げした。FARCもその一つであり、1964年5月27日に結成された。自由党系の武装農民運動から出発し、1966年、伝説的な指導者マヌエル・マルランダが最高司令官に就任。コロンビアの寡頭制の打倒、農地改革、富の再分配を掲げ、マルクス・レーニン主義の社会主義革命政権樹立を目的とした。

## 勢力の拡大
1980年代初頭まで勢力は1,000人規模だったが、80年代半ばより麻薬密売組織と協力関係を結び、コカイン原料のコカ栽培地やコカイン精製工場、コカイン密輸ルートを保護することで多額の軍資金を獲得。政府軍より高性能の兵器を備えることで急速に勢力を拡大させた。その規模は、1995年にコロンビア政府が麻薬カルテルを壊滅させると、FARCがコカイン取引に直接参入することで急成長し、1995年当時6,000人規模だったのが2000年代には3倍の18,000人に膨れ上がった。一時はコロンビア全土の3分の1（日本と同じ面積）を実効支配下に置き、支配地域でのコカ栽培への課税、住民からの徴税、企業恐喝、要人誘拐による身代金やコカイン取引で毎年推定8億ドルもの活動資金を得ていたとみられる。

## 誘拐
1990年代、コロンビアでは世界の誘拐事件の6割に相当する3600人が誘拐されており、1996年から2004年までの8年間に外国人324人が誘拐された。FARCは資金獲得のため誘拐戦術を多用し、日本人もターゲットとなった。
1991年8月、アンティオキア県の水力発電所で東芝の日本人技術者2人がFARCに誘拐され、身代金200万ドルの支払いで約4ヵ月後に解放された。
1998年9月と2001年8月には元山梨県議が2度誘拐され、いずれも無事解放されたが、2001年2月に首都ボゴタで誘拐されFARCに引き渡された矢崎総業の現地合弁会社の日本人副社長は身代金2500万ドル（約27億円）を要求され、解放交渉は長期に及んだ。副社長は山岳地帯のFARC支配地を連れ回された後、2003年11月、ボゴタ郊外で射殺遺体で発見された（コロンビア邦人副社長誘拐事件）。
2010年3月、カリ在住の日本人男性がFARCに誘拐されたが、約5ヵ月後、監禁場所を特定したコロンビア軍特殊部隊の急襲で解放された。

## 和平交渉の失敗
1984年に政府との和平交渉に応じ、翌年愛国同盟という合法政党を創設。議会に議員を送り込んだが、議員や関係者は3,000人も暗殺され、1994年には政党資格を消失して国政から離脱した。
1998年に大統領に就任したアンドレス・パストラーナ・アランゴは反政府左翼ゲリラとの対話による和平実現を公約に掲げ、1999年1月からFARCと和平交渉を再開した。政府は交渉のためコロンビア南部の広大な地域から国軍と警察部隊を撤退させ非武装地帯を設けたが、交渉は不調に終わった。FARCは首都ボゴタ南部のサン・ビセンテ・デル・カグアンに事実上の首都を置き、一時は武力で政権を奪取するのではないかという話も現実味を帯びるほど勢力は強大で活動は活発だったが、2001年9月11日のアメリカ同時多発テロ事件以降は国際社会がテロに対して非常に厳しい姿勢を示すようになり、コロンビア政府も米国に同調する形でFARCに対し強硬な態度で臨むようになった。
2002年2月20日、南部のネイバからボゴタへ向かう国内線プロペラ機がFARC構成員にハイジャックされ、和平交渉担当の上院議員が拉致される事件が発生すると、これを契機に政府は最終的に交渉を打ち切り、国軍を展開させ事実上FARCの支配下にあった非武装地帯を奪回した。

## 対話から対決へ

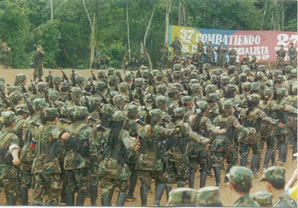
FARC戦闘員によるパレード

2002年8月に就任したアルバロ・ウリベ大統領は1983年に父親をFARCに殺害されており「力による内戦終結」を掲げ、対FARC強硬策を選択した。「Plan Patriota（愛国計画）」と呼ばれるウリベ政権下での徹底的な掃討作戦の結果、FARCは勢力を減退させ、ベネズエラとの国境地帯やコロンビア南西部のジャングル地帯に追い込まれた。相次ぐ幹部の逮捕や殺害、兵士の脱走、大量投降で兵力は10,000人を切るなど弱体化が進んでいるとされた。
2007年8月からベネズエラ大統領ウゴ・チャベスを仲介役にして人質解放交渉が始まり、同年末から2008年2月にかけて750人の誘拐した人質のうち6人を解放したが、交渉に当たっていたNo.2のラウル・レジェスが3月1日早朝にエクアドル領内で他の23名とともにコロンビア空軍の爆撃を受けて殺害された。その際、コロンビア当局が押収したパソコンの記録などから、FARCが放射性物質のウラン50キログラムを入手していた可能性が強まった（核兵器を製造するためではなく、転売目的とみられる）。また7日には最高幹部の1人であるイバン・リオスが部下の護衛に殺害された。これで最高幹部7人のうち2人を短期間に失ったことになり、FARCにとっては大きな打撃となった。
2008年5月24日、コロンビア政府当局者はFARC最高幹部のマヌエル・マルランダが同年3月26日夕方に死亡していたと発表した。死因は心臓発作だった。
なお、2007年12月19日から2008年5月29日までの記録として、FARC広報部長のYahoo電子メールボックスが公開されている。

## 人質救出作戦の成功
2008年7月2日、コロンビア軍は、誘拐後、約6年間拘束されていたイングリッド・ベタンクール元大統領候補ら人質15人を救うべく救出作戦を実行した。作戦は、民間人を偽装した軍人が行い、まず偽の人質移送計画を幹部に信じ込ませ、民間機に偽装した軍のヘリコプターに人質を乗せた。その後、同乗したゲリラ兵2人を拘束し、機内で「我々は国軍です。皆さんは解放されました」と告げた。機内では歓声が上がった。作戦は一発も発砲することなく終了した。なお、フランス国籍も持つベタンクールのため、フランス政府が作戦を支援した可能性が指摘されている。また、後に作戦に参加した兵士の1人が、国際法で濫用を禁止されている赤十字の標章を、無断で身につけていたことが判明し、非難を受けた。これを受けて大統領は演説で謝罪した。

## 幹部の死と和平交渉再開
2010年9月23日、コロンビア軍はFARC軍事部門司令官のホルヘ・ブリセーニョ・スアレス（通称モノ・ホホイ）を軍事作戦の末に殺害したと発表した。コロンビアのフアン・マヌエル・サントス大統領は「FARCに対する大きな勝利だ」と語った。
2011年11月4日、コロンビア政府はFARC最高幹部アルフォンソ・カノをカウカ県の山岳地帯で10時間以上にわたる戦闘の末に殺害した。カノは、2008年3月に死亡したマルランダの後継者としてFARCを率いていた。FARCはカノの死後、新たにロドリゴ・ロンドーニョ・エチェベリ（通称ティモチェンコ司令官）を指導者に選出し、武装闘争の継続を宣言した。
2012年2月26日、FARCは拉致後10年以上拘束していた軍・警察関係者の人質10名を解放するとともに、「今後身代金目的の民間人の誘拐は行なわない」とする声明を発表した。
2012年9月4日、コロンビア政府とFARCの和平交渉が10月からノルウェーのオスロで行なわれることが発表された。8月に政府がFARCと予備交渉を行ない、公式交渉をオスロで行なった後、キューバのハバナで交渉が継続される。
2014年11月18日、FARCは行方不明になった軍高官ら3名の軍人を拘束していることを認め、これを受けてサントス大統領は和平交渉の中断を決めた。政府とFARCは2012年11月から和平交渉を続けており、これまでに農業、政治参加、麻薬問題の3つのテーマで合意に達している。

## 和平合意と武装解除
2015年9月23日、コロンビア政府はFARCと続けてきた和平交渉について、半年以内に妥結することを発表した。半世紀に及んだコロンビア国内紛争は終結に向けて大きく動き出した。サントス大統領は同日、キューバの首都ハバナでFARC最高幹部ティモチェンコと会談し、紛争中の重大犯罪を裁く特別法廷の設置、犠牲者への補償、和平合意後60日以内に武装解除を行うことなどで合意に達した。50年以上続いた紛争による死者は約22万人に達し、世界で最も長い内戦の一つに挙げられる。
2016年6月22日、コロンビア政府とFARCは停戦で合意し、共同で声明を発表した。同23日、キューバの首都ハバナで、サントス大統領とFARCのティモチェンコ最高司令官が国連事務総長の潘基文、キューバのラウル・カストロ国家評議会議長、チリのミシェル・バチェレ大統領、ベネズエラのニコラス・マドゥロ大統領らの同席の下で停戦協定に署名した。
合意では、FARCが合意から60日以内に武装放棄し、180日以内に全ての武器を国連主導の国際委員会に引き渡す。国内23ヶ所に武器の引き渡し場所が設けられ、治安当局がFARC戦闘員の安全を保障する。FARC戦闘員への逮捕命令は一時停止されるが、合意違反は処罰される。
国連がFARCの所持する武器を受け取り、放棄された武器で米国ニューヨークにある国連本部、コロンビア国内、キューバのハバナにモニュメントが作られる。
2016年8月24日、コロンビア政府とFARCは共同声明で50年以上にわたる内戦の終結に合意したと発表した。これによりFARCは武装解除される。10月2日に国民投票にかけられ、世論調査では賛成が多数を占める模様。だが、元大統領ら2人が反対票を投じる意向を示し、野党などはFARCの武力壊滅を主張している。
2016年10月2日、和平合意の是非を問う国民投票の結果、反対が賛成を僅差で上回り否決された。恩赦や減刑について「譲歩しすぎ」との批判があったためである。
修正された和平案は2016年11月24日に政府とFARCで合意され、両者はボゴタで和平合意に調印し、コロンビア議会での審議で承認された。合意内容は、武装解除、元ゲリラに対する恩赦・減刑と安全や自由な政治活動の保障、職業訓練による社会復帰支援、土地を持たない農民への支援、政府とFARCによる和平合意履行の検証である。
2017年6月26日、国連監視団はFARCの武装解除が完了したことを発表した。全国26ヵ所の監視所で登録されたFARCの銃器7132丁を回収し、6月27日に最後の武器引き渡しと武装放棄の終了を祝うセレモニーがメタ県で行われ、サントス大統領も出席した。FARCの武装解除により半世紀に及んだ内戦は事実上終結した。
2017年9月1日、FARCは合法政党「人民革命代替勢力（Fuerza Armada Revolucionaria del Común、FARC）」を設立した（政党名は2021年1月、「Comunes」のみに変更された）。和平合意に基づき上下両院に5議席ずつ与えられる。今後は武装闘争を放棄し、合法的な政党活動による政治参加を目指す。が、世論調査では営利誘拐や麻薬取引を資金源にしてきたFARCへの不信感は根強く、不支持は87％に達した。

## 和平成立後
2018年3月11日、上下両院議員選挙が実施されFARCから74人の候補者が立候補したが、両院ともに1人も当選できず惨敗した。和平合意に基づき2026年まで自動的に両院に10議席が与えられるが、内戦後初の政治参加となった両院選でのFARCの得票率は1％にも満たず、過去に多くの殺人や誘拐に関与したFARCへの国民感情の厳しさを改めて浮き彫りにする形となった。また、同年5月の大統領選挙への出馬を表明していたFARC代表のロドリゴ・ロンドーニョは持病の心臓病の悪化や世論の逆風などを理由に出馬を取り下げた。大統領選挙には和平合意の尊重を主張する前ボゴタ市長のグスタボ・ペトロが出馬したが、決選投票の末に和平協定見直しを主張する右派のイバン・ドゥケ前上院議員に敗れた。
なお、和平に反対してFARCから離脱した1500人程度の反主流派は武装解除を拒否して現在も麻薬密輸等の非合法活動を継続しており、コロンビア政府は引き続きFARC分離派に対する武力掃討作戦を展開中である。

## 武装闘争の再開
2019年8月29日、FARC元幹部はコロンビア政府との和平を破棄し、武装闘争を再開すると宣言した。政府との和平交渉を主導したイバン・マルケスは「世界中の人々は抑圧に立ち向かうため武器をとる権利を持っている」として、政府に対する武装闘争の再開を宣言する動画を公開した。別の左翼ゲリラ「ELN（民族解放軍）」との連携も視野に入れるとしている。コロンビア政府とFARCの和平合意以降、FARC元兵士150人と左翼活動家500人が殺害されており、政府が和平合意を順守していないことを武装闘争再開の理由に挙げた。FARCによるテロの犠牲者遺族が自ら報復に及んだり殺し屋に依頼したりしており、和平履行をチェックしているNPO法人「インデパス」によると和平後5年で301人の元ゲリラが殺害された。
マルケスに同調する元兵士は2000人程度とみられる。一方、合法政党FARC代表ロドリゴ・ロンドーニョは「元兵士の大半は和平合意を尊重する」と述べ、武装闘争再開を宣言したマルケスら強硬派を除名処分した。

## 謝罪
2020年9月14日、FARCは過去に引き起こした誘拐事件について、被害者と家族に謝罪した。FARCは声明で「我々による誘拐の被害者やその家族に公式に謝罪する」「誘拐は重大な過ちだった。反省するしかない。被害者の心に深い傷を残した」と述べた。FARCが誘拐を謝罪したのは初めて 。

## テロ組織指定の解除
2021年11月30日、米国のアントニー・ブリンケン国務長官はFARCのテロ組織指定を解除したことを発表した。2016年の和平合意以降、FARCは武装解除しており、テロ行為を行う統一された組織ではなくなったことを理由に挙げた。

## 他の組織との関わり
上記のように、麻薬カルテル（コロンビア系マフィア）との関係が深い。特に、コロンビアの2大マフィアと呼ばれるメデジン・カルテルとカリ・カルテルとは非常に深い関係にあり、彼らマフィアはゲリラの圧倒的な武力と引き換えに、FARCを支援、ゲリラが大統領候補の暗殺をする一方でマフィアは多くの議員にヤミ献金を送るなどしていた。
それ以外は、FARCはロシアン・マフィアからロシア製の武器を供給してもらう代わりに、麻薬カルテルから得た麻薬や、自分たちで栽培した麻薬をマフィアに提供している。ヨーロッパに運ばれるコロンビア産のコカインの3割以上はロシアン・マフィアが運んでいるとされる。
また、FARCやELNなどの左翼ゲリラが国土の3分の1近くまで勢力を伸ばしている中で、1997年にそれら左翼ゲリラに対抗するため、極右私兵組織「AUC（コロンビア自警軍連合）」なども現れている。
日本の公安調査庁の公式サイトによれば、コロンビア革命軍は、レバノンのヒズボラとの関係を有しているとの報告が公開されている。
使用する武器は、ロシア製が中心だが、アメリカ製の銃火器も好んで使用する。

## 関連書籍
- イングリッド・ベタンクール『それでも私は腐敗と闘う』永田千奈訳、草思社、2002年5月。ISBN 978-4794211354。
- 伊高浩昭『コロンビア内戦 ゲリラと麻薬と殺戮と』論創社、2003年10月。ISBN 978-4846003760。

## 参考・脚注
1. 1 2 3 4 5 6 7  「コロンビア 遠い安定 和平合意5年／元ゲリラ 報復受け再び武装」『読売新聞』朝刊2021年11月26日（国際面）
2. 1 2 3 4  世界情勢を読む会『「タブー」の世界地図』日本文芸社 ISBN 4537251891
3. ↑  ウィキリークス Assassinated FARC spokesman Raul Reyes Yahoo mailbox 2007-2008 June 18, 2008
4. ↑  コロンビア左翼ゲリラ「FARC」最高幹部を軍が殺害 AFP（2011年11月5日）
5. ↑  「コロンビア政府と左翼ゲリラ、10月にオスロで和平交渉」CNN（2012年9月5日）
6. ↑  「コロンビアの左翼ゲリラが軍大将らを拘束、政府との和平交渉中断」AFP（2014年11月19日）
7. ↑  コロンビア和平合意へ 政府と左翼ゲリラ「半年以内に」『日本経済新聞』2015年9月24日
8. ↑  「コロンビア、停戦で合意 政府と左翼ゲリラFARC」『日本経済新聞』2016年6月23日
9. ↑  「コロンビア政府と左翼ゲリラ、半世紀にわたる内戦終結で合意」『朝日新聞』2016年8月25日
10. ↑  「コロンビア和平合意、国民投票で否決」『日本経済新聞』2016年10月3日
11. ↑  「左翼ゲリラ、武装解除完了＝和平で大きな進展－コロンビア」時事ドットコム（2017年6月27日）
12. ↑  コロンビア革命軍（FARC）Fuerzas Armadas Revolucionarias de Colombia -Ejércitodel Pueblo, Revolutionary Armed Forces of Colombia, Fuerza Alternativa Revolucionaria del Común, Comunes『国際テロリズム要覧2021』公安調査庁（2021年11月27日閲覧）
13. ↑  合法政党「FARC」発足＝ゲリラ衣替え、和平へ前進－コロンビア 時事ドットコム（2017年9月2日）
14. ↑  「コロンビア：元左翼ゲリラFARC 当選ゼロ 上下両院選」『毎日新聞』2018年3月13日
15. ↑  “コロンビア大統領選　保守派ドゥケ氏勝利　和平協定に暗雲”. BBC News. BBC. (2018年6月18日) 2018年6月18日閲覧。
16. ↑  「コロンビア、元ゲリラ幹部が武装闘争復帰を宣言」『日本経済新聞』2019年8月29日
17. ↑  FARCが誘拐を謝罪！
18. ↑  「米政府、旧左翼ゲリラのテロ指定解除　コロンビアのＦＡＲＣ」 時事ドットコム（2021年11月30日）
19. ↑  FARC以外にもELN（民族解放戦線）なども支援している。